# Xanthorhoe viridilineata
Xanthorhoe viridilineata là một loài bướm đêm trong họ Geometridae.